# Rejon Informacji Powietrznej
Rejon Informacji Powietrznej (FIR - Flight Information Region) – przestrzeń powietrzna o określonych wymiarach, w której zapewniona jest służba informacji powietrznej i służba alarmowa.
Polski rejon informacji powietrznej nosi nazwę FIR Warszawa i obejmuje przestrzeń powietrzną od powierzchni ziemi (wody) do FL660, przy czym osłona meteorologiczna lotnictwa cywilnego jest zapewniana od powierzchni ziemi lub wody do FL530. FIR Warszawa obejmuje przestrzeń powietrzną nad terytorium Rzeczypospolitej Polskiej (w tym nad lądem i wodami wewnętrznymi) oraz część przestrzeni powietrznej nad Morzem Bałtyckim, do odległości 12 mil morskich od brzegu. Przestrzeń powietrzna strefy nadgranicznej rozciąga się od granicy państwowej do odległości 6 km w głąb państwa. 
FIR Warszawa obejmuje przestrzeń powietrzną nad terytorium Rzeczypospolitej Polskiej oraz część przestrzeni powietrznej
przydzielonej przez ICAO nad Morzem Bałtyckim, która jest wyznaczona linią łączącą punkty o następujących
współrzędnych geograficznych:
1. 54°27'28,03"N 019°38'24,05"E – miejsce styku polsko-rosyjskiej granicy państwowej na lądzie z brzegiem Morza Bałtyckiego,
2. 54°36'14,03"N 019°24'15,02"E,
3. 55°50'58,98"N 017°32'52,80"E,
4. 54°54'58,84"N 015°51'52,92"E,
5. 54°55'00,00"N 015°08'07,00"E – od tego punktu łuk koła o promieniu 30 km zakreślonego z ARP Röne (55°04'04"N 014°44'48"E) do punktu, o którym mowa w pkt 6,
6. 54°55'00"N 014°21'27"E,
7. 54°07'38"N 014°15'17"E,
8. 54°07'34"N 014°12'05"E,
9. 53°59'16"N 014°14'32"E,
10. 53°55'40"N 014°13'34"E – miejsce styku polsko-niemieckiej granicy państwowej na lądzie z brzegiem Morza Bałtyckiego – dalej wzdłuż linii stanowiącej lądową granicę państwową Rzeczypospolitej Polskiej.